# リチャード・ヘック
リチャード・フレッド・ヘック（英: Richard Fred Heck、1931年8月15日 - 2015年10月10日）は、アメリカ合衆国の化学者。デラウェア大学名誉教授。ヘック反応を開発した。2010年にノーベル化学賞受賞。

## 略歴
マサチューセッツ州スプリングフィールド生まれ。1952年、カリフォルニア大学ロサンゼルス校(UCLA)卒。1954年、同校博士課程修了（S・ウィンスタイン教授）、スイスのチューリッヒ工科大学（ETH Zurich）博士研究員（V・プレログ教授）。1956年、ハーキュリーズ・パウダー社研究員。1971年、デラウェア大学教授。1989年に退職。その後はフィリピン・ケソン市で妻と共に隠居生活を送っていた。
2013年に肺炎に倒れて以来体力を損ない、2015年10月10日、マニラの病院で死去。死亡する一週間ほど前から、激しい嘔吐に見舞われていた。

## 受賞歴
- 2006年 - アメリカ化学会ハーバート・ブラウン賞
- 2010年 - ノーベル化学賞（有機合成におけるパラジウム触媒クロスカップリング）
- 2011年 - グレン・T・シーボーグ・メダル